# Dischides viperidens
Dischides viperidens är en blötdjursart som först beskrevs av James Cosmo Melvill och Standen 1896.  Dischides viperidens ingår i släktet Dischides och familjen Gadilidae. Inga underarter finns listade i Catalogue of Life.